# Дюваль, Гаэтан
Сэр Шарль Гаэтан Дюваль (фр. Charles Gaëtan Duval; 9 октября 1930, Роз-Хилл — 5 мая 1996, Роз-Хилл) — маврикийский политик и юрист, лидер Маврикийской социал-демократической партии. Занимал министерские посты в нескольких правительствах Маврикия. Придерживался правой политической ориентации. Считается одним из основателей независимого Маврикия.

## Юрист
Родился в семье британского колониального чиновника. Среднее образование получил в Королевском колледже Кьюрпайпа. Окончил Сорбонну по курсу юриспруденции, после чего возвратился на Маврикий.
Гэтан Дюваль обладал репутацией квалифицированного юриста, знатока англосаксонского права. В то же время он был известен франкофильскими симпатиями.

## Политик

### Партийный курс
Возвратившись на Маврикий, Гаэтан Дюваль активно включился в политическую деятельность. Политически он придерживался правых взглядов. В 1955 году примкнул к Маврикийской партии Жюля Кёнига. В 1960 году был впервые избран в законодательный орган. В 1963 выступил одним из основателей Маврикийской социал-демократической партии (PMSD). С 1967 года Гаэтан Дюваль был лидером PMSD.
Несмотря на название, PMSD придерживалась консервативной политической ориентации. Партия являлась единственной политической организацией Маврикия, выступавшей за сохранение колониального статуса острова. Возглавляя PMSD, Гаэтан Дюваль являлся лидером правых сил Маврикия. При этом его политика характеризовалась социальным популизмом. Дюваль и его партия, опираясь на креолов-маврикийцев, выступали против расовой и этнической дискриминации, настаивали на «снятии всех барьеров между маврикийцами». Активная партийная работа велась в рабочей среде.
В 1968 году была провозглашена независимость Маврикия. Первым премьер-министром стал лидер Лейбористской партии Сивусагур Рамгулам. В декабре 1969 было сформировано правительство национального единства, в состав которого в 1970 вошёл Гаэтан Дюваль. До 1973 он занимал пост министра иностранных дел.
В первой половине 1970-х Дюваль являлся то близким союзником, то политическим оппонентом Рамгулама. Критиковал центристский курс с правых позиций, настаивал на более прозападной политике и более жёстком антикоммунизме. В то же время лидер PMSD в целом поддерживал стратегию развития и репрессии в отношении левых сил. Однако наблюдатели отмечали способность Дюваля к поворотам влево и вправо в зависимости от тактических нужд.

### Правительственный курс
На парламентских выборах 1976 года наибольшего успеха добилась леворадикальная партия Маврикийское боевое движение (MMM) во главе с Полем Беранже. Возникла перспектива создания левого правительства. Сивусагур Рамгулам и Гаэтан Дюваль оставили свои разногласия и вновь создали правоцентристскую правительственную коалицию. Таким образом, МММ не была допущена к власти. Политическая позиция PMSD была подвергнута критике в СССР как «проимпериалистическая».
На выборах 1982 года к власти пришла МММ во главе с Анирудом Джагнотом. Однако новое правительство проводило относительно умеренный курс. В 1983 Гаэтан Дюваль вернулся в состав кабинета. Он поддерживал Джагнота в конфликтах с более радикальным Беранже. В 1987 партия Дюваля блокировалась с Боевым социалистическим движением (MSM) Джагнота и лейбористами Навина Рамгулама-младшего.
На правительственных постах Гаэтан Дюваль сыграл видную роль в экономическом развитии Маврикия. Особое внимание он уделял лёгкой промышленности, коммуникациям и туризму. Курировал развитие острова Родригес. Возглавлял также городскую администрацию Порт-Луи.
Во внешней политике Гаэтан Дюваль ориентировался на сближение с Францией и Франсафрикой. Поддерживал хорошие личные отношения с рядом французских и африканских политиков, особенно с Жаком Шираком, Шарлем Паскуа, Омаром Бонго. Исходя из антикоммунизма, Дюваль выступал за военное сотрудничество с консервативным правительством Великобритании и политические связи с южноафриканской администрацией Балтазара Форстера. Он был против захода в порты Маврикия советских рыболовных судов, что в 1973 году привело к разрыву коалиции с Рамгуламом. Негативно воспринял Дюваль приход к власти на Сейшельских островах «социалиста Индийского океана» Франса-Альбера Рене.

## Партийный раскол. Кончина
На выборах 1991 года к власти пришла левоцентристская коалиция MSM—MMM. Социал-демократы вместе с лейбористами оказались в оппозиции. В PSDM произошёл раскол: сын Гаэтана Дюваля Ксавье-Люк претендовал на партийное лидерство. В 1995 Ксавье-Люк Дюваль вышел из PMSD и создал партию собственного имени, просуществовавшую до 2009. На парламентских выборах 1995 года социал-демократы выступали под брендом Партия Гаэтана Дюваля, но собрали всего 6,3 % голосов и не прошли в парламент.
На следующий год Гаэтан Дюваль скончался в возрасте 65 лет. Социал-демократическую партию возглавил его младший брат Эрве Дюваль.

## Личность
Гаэтан Дюваль был известен политической харизмой и раскованным стилем поведения — более «французским», нежели «британским». Имел много близких друзей среди своих сторонников, располагал отрядом лично преданных боевиков-телохранителей. Его биография, изданная в 2004 году, названа L’Enfant Terrible de l'île Maurice — Инфант террибль Маврикия. На острове ему было присвоено прозвище Roi des créoles — Король креолов.
Он был награждён французским орденом Почётного легиона. Королева Елизавета II возвела Дюваля в рыцарское звание, после чего он именовался сэр Шарль Гаэтан Дюваль.
Гаэтан Дюваль считается одним из основателей независимого Маврикия. Его именем назван международный аэропорт, школа, район в Роз-Хилле. Портрет Гаэтана Дюваля изображён на банкноте в 1000 маврикийских рупий. Широко отмечаются даты его биографии.
В 2015 году, в ознаменование 85-летия Гаэтана Дюваля, PMSD учредила фонд его имени для поддержки социальной сферы, образования, экологии и молодёжной политики.

## Сыновья
Гаэтан Дюваль имел двух сыновей — Ксавье-Люка и Ричарда. Оба они — крупные маврикийские политики. Ричард Дюваль — известный деятель PMSD. Шарль Гаэтан Ксавье-Люк Дюваль занимал посты вице-премьера Маврикия, министра туризма и министра финансов.
В 2010 Ксавье-Люк Дюваль-младший, вернувшийся в Маврикийскую социал-демократическую партию, вступил в политический альянс с партией Навина Рамгулама-младшего: сыновья Гаэтана Дюваля и Сивусагура Рамгулама повторили политическую комбинацию своих отцов.